# Still D.R.E.
„Still D.R.E.“ je píseň, kterou nahráli rappeři Dr. Dre a Snoop Dogg a vyšla na druhém sólovém albu prvního z nich nazvaném 2001 v listopadu 1999. Singl se dočkal značného komerčního úspěchu, v hitparádě Billboard Hot 100 se umístil na 93. místě a v žánrových žebříčcích si vedl ještě lépe (Hot R&B/Hip-Hop Songs 32, Rhythmic 29, Hot Rap Songs 11). V Britské singlové hitparádě dosáhl šesté příčky a v žánrové (R&B) se dostal na první. Do hitparád se píseň znovu dostala v únoru 2022 poté, co s ní Dr. Dre a Snoop Dogg vystoupili při poločase Super Bowlu (v Billboard Hot 100 dosáhla 23. místa). V několika zemích (Dánsko, Itálie, Nový Zéland, Spojené království) singl dosáhl na platinovou desku. Videoklip k písni, který natočil režisér Hype Williams, dosáhl v roce 2022 1 000 000 000. zhlédnutí na YouTube. Píseň byla použita v několika filmech a seriálech (Arthur a Maltazardova pomsta, Training Day, Scrubs: Doktůrci), stejně jako v počítačové hře Grand Theft Auto V.